# Коли ти молодий, весь світ твій
«Коли ти молодий, весь світ твій» — австрійська комедійна стрічка з Йозефом Шмідтом у головній ролі. Через єврейське походження режисера Ріхарда Освальда та його політичні погляди фільм потрапив під тиск Німеччини, що призвело до заборони імпорту стрічки з Австрії у країну.

## Сюжет
Молодий садівник Карло та його мати Тереза живуть і працюють в будинку багатого пана Россані. У хлопця є великий талант до співу. Про це знають усі, бо він радує своїм голосом навіть на вулиці. Юнак має таємницю — він закоханий в доньку свого пана Лізетту, про це він розповів тільки конюху Беппо. Він проявляв знаки уваги їй, але не зізнавався у коханні, бо вирішив спочатку стати знаменитим. 
Батько Лізетти влаштував бал на честь дня народження доньки. На вечір був запрошений оперний співак. Але йому не вдається гарно виступити. Почувши зіпсовану пісню, Карло підхоплює її і всі оточуючі насолоджувались чудовим співом. Хлопець остаточно вирішує покинути будинок. Мама чекала цього моменту, тому зберегла грошей. 
Карло Кордіні вирушає разом з Беппо влаштовуватись у театр. До хлопця приходить шалений успіх: запрошення на виступи по всьому світу, інтерв'ю, щільний графік, а конюх стає його імпресаріо. Тим часом пан розповідає Терезі, що вони змушені покинути будинок. Вона пропонує фінансову допомогу, а Россіні зізнався у помилковому вчинку щодо юнака. 
Карло приймає на роботу Роберто — друга Лізетти. Щасливий Кордіні навідує маму, ще трошки і він поділиться своєю таємницею з нею. Наважившись освідчитись дівчині, виявилось, що Лізетта закохана в Роберто, до того ж вона стала його нареченою. Беппо спокушає помститися за це, але Карло не розчаровує імпресаріо: він відмовляється.

## У ролях
| Актор         | Персонаж | Роль                                        |
| ------------- | -------- | ------------------------------------------- |
| Йозеф Шмідт   | Карло    | талановитий садівник, згодом відомий співак |
| Фріда Річард  | Тереза   | мати Карло                                  |
| Ш.З. Шакалль  | Беппо    | конюх, згодом імпресаріо Карло              |
| Ліліан Дейц   | Лізетта  | таємне кохання Карло                        |
| Отто Тресслер | Россані  | батько Лізетти                              |
| Ґерд Освальд  | Джузеппе | конюх                                       |

## Знімальна група
- Кінорежисери — Генри Обелс-Обстрем, Ріхард Освальд
- Сценарист — Ернст Нойбах
- Кінооператор — Ганс Теєр
- Кіномонтаж — Юліус Вайлер
- Композитори — Ганс Май, Карл М. Мей[2].

## Сприйняття
На сайті Internet Movie Database рейтинг стрічки становить 7,6/10 на основі 5 голосів